# Оптическая топография
Оптическая топография — метод исследования кровеносных сосудов головного мозга (на глубине порядка 3 см от верхнего слоя кожи) на насыщенность кислородом и тромбоз.
Оптические топографы имеют различную сложность: от аппаратов, строящих карту насыщенности, до небольших мануальных аппаратов, дающих лишь значения насыщенности в отдельной точке.
Может использоватmся совместно с магнитно-резонансной томографией (МРТ) и электроэнцефалографией (ЭЭГ).